# Paradossenus pulcher
Paradossenus pulcher är en spindelart som beskrevs av Petra Sierwald 1993. Paradossenus pulcher ingår i släktet Paradossenus och familjen Trechaleidae.
Artens utbredningsområde är Venezuela. Inga underarter finns listade i Catalogue of Life.